# 가즈나 왕조
가즈나 왕조(Ġaznaviyān, 페르시아어: غزنویان 가즈나비얀) 또는 가즈나 제국은 977년부터 1186년까지 이란, 호라산, 인도 북서부를 지배했던 페르시아화된 튀르크계 이슬람 왕조이다.
왕조의 개창자 사부크티긴은 튀르크계 노예 장군, 즉 맘루크로서 사만 토후국 밑에서 일했으나, 그의 주인 알프 티긴이 죽자 가즈니의 총독으로 부임하여 왕조의 기반을 닦았다. 그의 아들 마흐무드는 왕조의 영토를 동쪽으로는 아무다리야 강, 인더스 강, 인도양 연안까지, 서쪽으로는 레이와 하마단까지 넓힘으로써 대제국을 건설했다.
마흐무드의 후계자 마수드 1세 통치 하의 가즈나 왕조는 1040년 단다나칸 전투의 패배 이후 셀주크 제국에게 호라산을 비롯한 서부 지역을 빼앗겼으며, 그 결과 오늘날 아프가니스탄, 파키스탄, 인도 북부로 영토가 급격히 축소되었다.
1151년, 바흐람 샤는 수도 가즈니를 구르 왕조의 알라 앗 딘 후세인에게 빼앗겼다. 이후 몇 번인가 도시를 되찾으려는 시도가 있었지만 최종적으로는 실패로 돌아갔으며, 결국 가즈나 왕조는 제 2의 도시였던 펀자브의 라호르로 도망칠 수 밖에 없었다. 1186년, 라호르마저 구르 왕조의 무이즈 앗 딘 무함마드(무함마드 고리)에게 함락당하면서 가즈나 왕조의 역사가 막을 내렸다.

## 역사

### 배경
8~9세기 초까지 번영을 누리던 중동의 아바스 칼리파국은, 9세기 중반부터 점차 바그다드 정부가 주변 지역에 대한 통제권을 상실하면서 중앙집권적인 정치 체제로서 약화되기 시작했다. 이 틈을 타서 아바스 왕조의 동방 영토, 즉 호라산·중앙아시아 일대에는 여러 반독립적인 토후국들이 생겨나기 시작했다.
819년에 건국된 사만 왕조도 그 중 하나였다. 그들은 자신의 조상을 사산 제국의 위대한 영웅이자 찬탈자 바흐람 추빈에서 추적했으며 10세기 초반까지 중앙아시아에서 상당한 세력을 구축했다. 사만 왕조는 그 중심지를 트란스옥시아나 지역의 부하라에 두었는데, 이 곳은 북방의 대초원 지대와 상당히 근접해 있어 유목민들의 침입이 잦은 지역이었고, 따라서 사만 통치자들은 주변에 군사 작전을 개시하고 이슬람 국경을 방어함으로써 유목민들을 막는 조상의 의무를 대대로 물려받았다.
893년, 사만 왕조의 대표적인 통치자 중 한명인 이스마일 이븐 아흐마드는 북쪽으로 군사 원정을 감행하여 카를루크 튀르크족의 근거지인 탈라스를 정복했으며, 그 과정에서 막대한 전리품과 노예들을 운반했다. 이후에도 사만 왕조 국경에서 지속적인 소규모 군사 활동이 보고되었으며, 그들의 군대는 국경을 넘어 대초원을 습격했다. 그 결과 튀르크계 유목민 출신의 노예들이 대거 이슬람 세계로 공급되었는데, 이들은 주로 광부나 군인 등으로 착취당했다.
10세기 중엽부터, 사만 왕조는 경제적으로는 중앙아시아 무역이 중단되고 정치적으로는 불만을 품은 귀족 연합과 대립하면서 이미 쇠퇴하고 있었다. 허약해진 사만 왕조는 자연스럽게 중앙아시아에서 커져만 가는 카를루크 연맹체의 위협에 취약해졌다. 결국 그들은 주변의 위협으로부터 스스로를 방어하기 위해 무력이 뛰어난 튀르크계 노예 병사(맘루크)들에게 점점 의존하게 되었는데, 이것은 동시대의 비잔티움 제국이 바랑기아인 또는 라틴인 용병들을 고용하거나, 이전의 로마 제국이 게르만족들에게 로마 시민권을 주고 포에데라티로 임명한 것, 그리고 아바스 칼리파국의 군부에서 튀르크계 장군들의 비율이 점차 높아진 현상 등과 연결될 수 있다.

961년의 사만 왕조. 호라산과 트란스옥시아나 등 광대한 영토를 통치하고 있었지만, 실제로는 대부분의 지역이 맘루크 장군들에게 장악당한 상태였다.

945년까지, 사만 왕조에서는 맘루크 군부가 실권을 완전히 장악했고, 왕은 명목상의 권력만 가진 허수아비로 전락해버렸다. 이것은 비슷한 시기에 이란의 부와이흐 왕조가 이라크를 정복하고 아바스 칼리파를 괴뢰로 만들어버린 것과 유사했다.

### 기반을 다지다

#### 사부크티긴
사부크티긴(페르시아어: سبکتگین)은 젊은 시절 사만 왕조의 맘루크로서 일했으나, 나중에 그의 주인 알프 티긴을 따라 962년 가즈니를 정복했다. 963년 알프 티긴이 죽은 후, 사부크티긴은 알프 티긴의 아들 아부 이샤크 이브라힘을 새 주인으로 모시게 되었다.
966년에 아부 이샤크 이브라힘마저 사망하자, 가즈니의 맘루크들은 그곳에서 독자적인 세력을 구축하고 자치권을 얻었으며, 그들의 지도자들을 선출하여 도시를 통치했다. 빌게 티긴(966-975)와 뵈리 티긴(975-977)이라는 맘루크들이 연이어 도시를 통치할 동안, 사부크티긴은 그곳의 병사들 사이에서 점점 더 많은 인기와 명성을 얻었다.
977년 인기 없는 뵈리 티긴에 지친 가즈니 시민들은 이전 지배자 아부 바크르 라위크의 아들 아부 알리에게 도시를 통치해줄 것을 요구했다. 그러자 아부 알리는 카불의 힌두 샤히 왕조로부터 대규모 지원 병력을 받아 가즈니로 진격했다. 사부크티긴은 가르데즈, 가즈니, 바미얀의 튀르크 병력을 끌어모아서 침공을 격퇴했고, 이 승리를 이용해 전임자를 해임하고 가즈니 총독이 되었다.
그러나 비록 사부크티긴이 권력을 잡았기는 했지만, 가즈니의 맘루크 군대는 소수에 불과했으며 주변에는 그에게 적대적인 세력이 넘쳐났는데, 이러한 상황에서 그의 권위를 유지하기 위한 가장 확실한 방법은 바로 군사적인 확장이었다. 978년, 사부크티긴은 그의 영지 남쪽에 있는 룩카즈와 보스트를 공격했고, 또 다른 맘루크 총독들 사이의 분쟁을 틈타 칸다하르 일대를 점령했다. 그 뒤에도 그는 발루치스탄 북동부와 힌두 샤히와의 국경 지대로 계속 확장했다.
994년, 명목상으로나마 그들의 종주국이었던 사만 왕조에 내분이 발생하였고, 사만 통치자 누흐 2세는 사부크티긴에게 도움을 요청했다. 이를 승인한 사부크티긴은 아들 마흐무드와 함께 정예병을 이끌고 누흐 2세의 진영에 참여하였다. 그해 여름, 반란의 지도자 파이크는 호라산 대부분을 장악하고 위세를 떨쳤으나, 발흐와 니샤푸르에서 벌어진 두 차례의 전투에서 반란군은 대패하였고 잔당은 카스피 해 연안의 고르간까지 도주하였다. 누흐 2세는 사부크티긴과 마흐무드의 공로를 치하하고자 전자에게는 나시르 앗 딘(Nāsir ud-Dīn, 신앙의 구원자)을, 후자에게는 사이프 웃 다울라(Saif ud-Dawlah)라는 칭호와 함께 호라산 군대의 총사령관직을 하사했다.

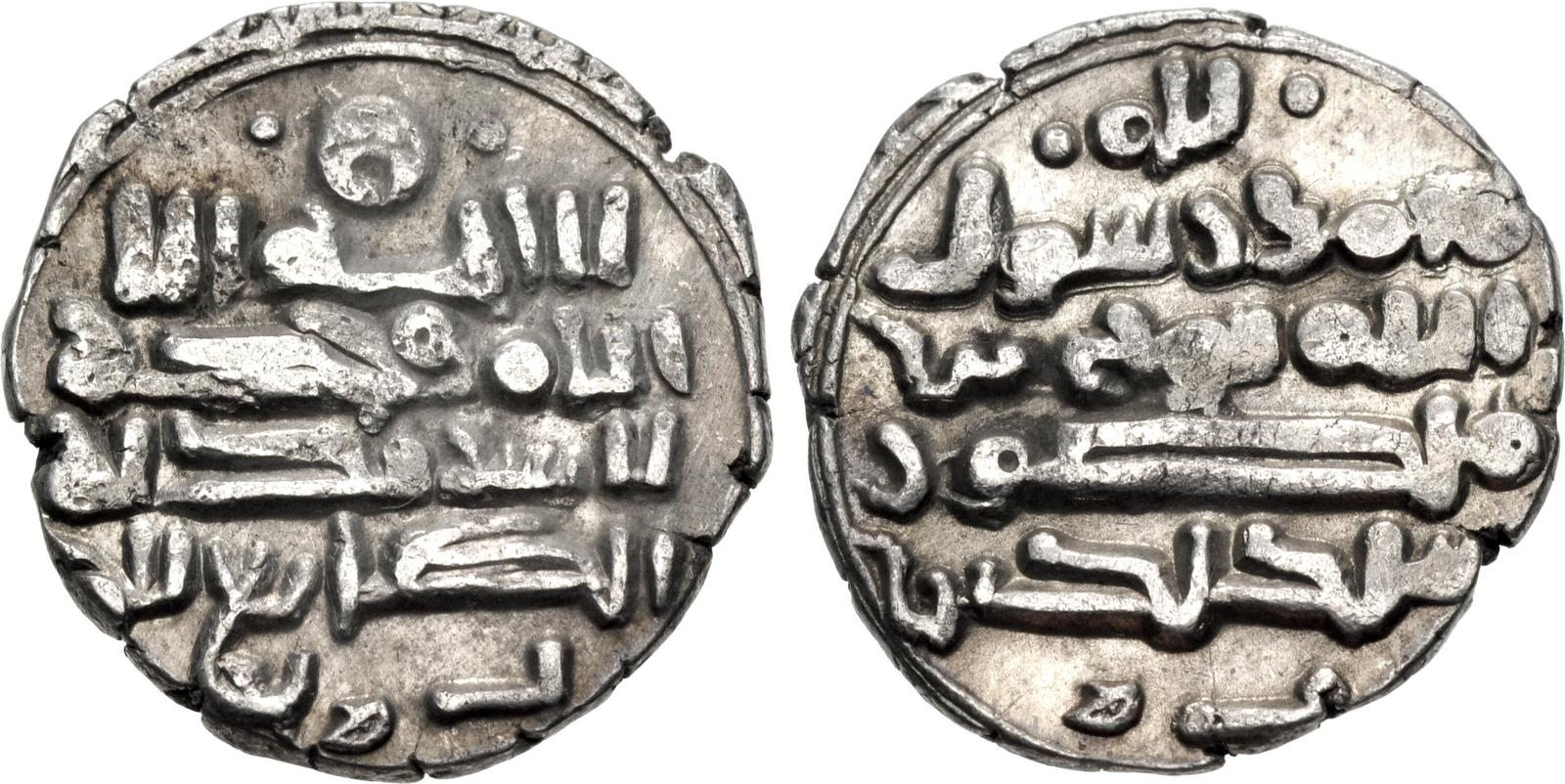
사만 아미르 누흐 2세의 이름이 들어간 사부크티긴의 동전. 날짜 미상.

사부크티긴은 997년 사망했고, 그의 아들들은 부친의 유언에 따라 서로 영지를 나누어 가졌다. 마흐무드는 호라산, 나스르는 보스트, 이스마일은 가즈니 순이었다. 왜 사부크티긴이 경험도 더 풍부하고 나이도 더 많은 마흐무드가 아닌 미숙한 이스마일에게 후계자 자리를 물려줬는지는 불분명하다. 마흐무드는 권력 분할을 제안했으나, 이스마일은 이를 거부하고 오히려 그를 호라산 총독에서 해임시켜버렸다. 이에 반발한 마흐무드는 군대를 이끌고 남하, 가즈니 인근에서 이스마일을 격파한 뒤 구즈간의 한 탑에 유폐시켰다.

### 전성기

#### 가즈니의 마흐무드

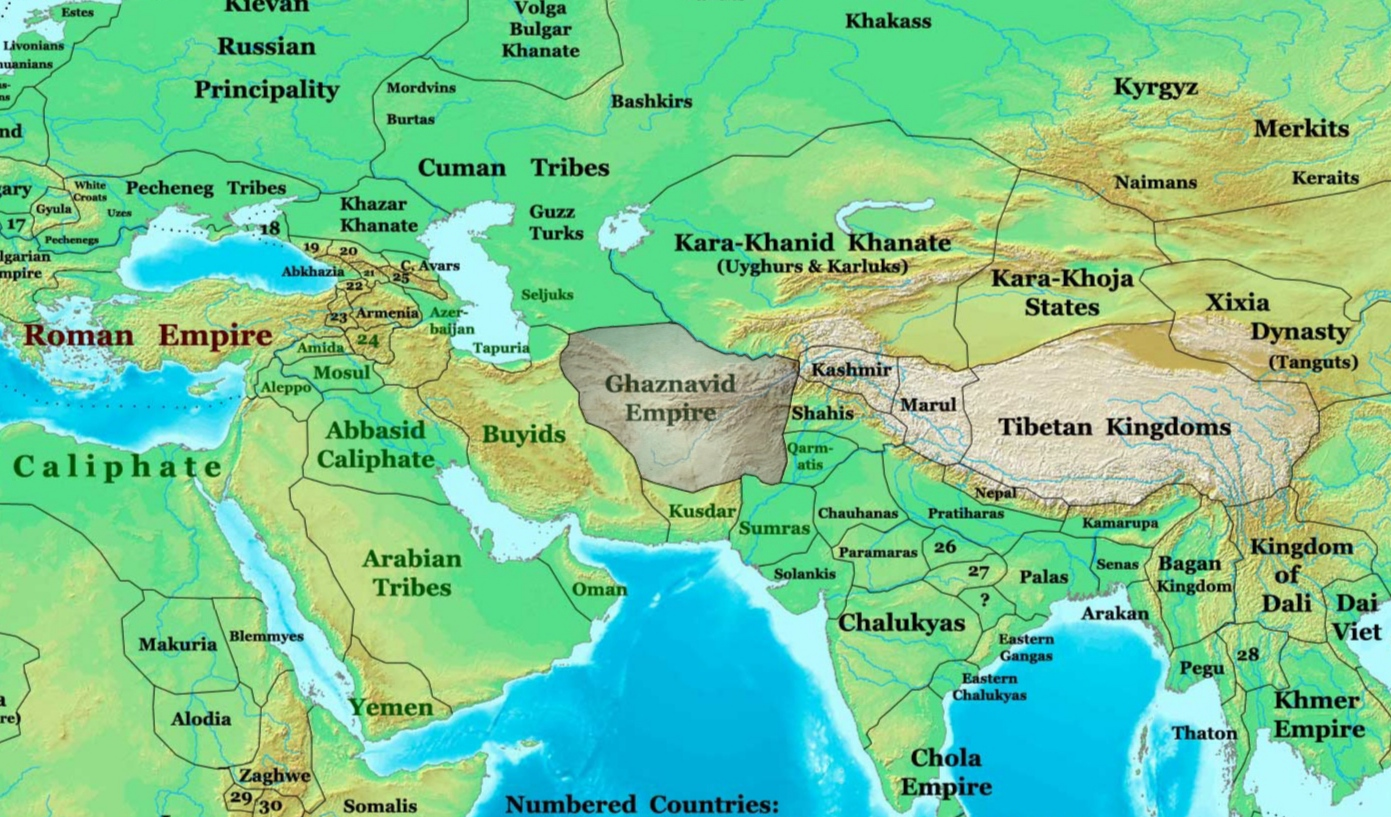
서기 1003년 무렵 가즈나 왕조의 영토. 아직 본격적인 정복이 시작되기 전이다.

988년, 사부크티긴의 아들 마흐무드가 통치권을 승계했고, 이때부터 가즈나 왕조는 본격적인 전성기에 돌입하며 주변 국가들을 모조리 정벌하기 시작했다.
당시 가즈나 왕조의 서쪽에는 사파르 토후국과 부와이흐 왕조, 북쪽에는 사만 왕조 및 카라한 칸국, 그리고 동남쪽에는 힌두 샤히 등 다양한 적대 세력들이 위치해 있었는데, 이들은 막 성장해가던 가즈나 왕조에게는 큰 위협이었기 때문에 군사 원정이 필연적이었다. 이를 위해 마흐무드는 관료 출신의 아불 하산 알리 이스파라이니를 와지르로 임명하고 자금 조달을 맡겼는데, 그는 며칠 만에 상당한 액수의 자금을 모았다.
마흐무드가 우선적으로 공격한 것은 쓰러져 가던 사만 왕조였다. 사만 왕조는 992년 수도 부하라가 카라한 칸국에게 점령되면서 사실상 멸망 직전의 상태에 이르러 있었다. 이를 틈타 마흐무드는 손쉽게 발흐, 헤라트 등을 점령했다. 동시에 카라한 칸국 또한 999년 재차 남진하면서 사만 왕조는 완전히 멸망했다. 마흐무드는 이후 옥수스 강을 경계로 사만 왕조의 영토를 카라한 칸국과 분할 점령했는데, 그 결과 가즈나 왕조는 호라산을 차지했고, 카라한 칸국은 트란스옥시아나를 차지했다.
그다음으로 마흐무드가 공격한 세력은 시스탄의 사파르 토후국이었다. 당시 사파르 통치자 칼라프 1세는 아들 타히르를 보내 가즈나 왕조 치하의 쿠히스탄과 바드기스를 공격하도록 했는데, 이를 방어하던 도중 마흐무드의 삼촌인 부그라축이 사망하고 말았다. 이에 마흐무드는 재빨리 남하, 시스탄으로 진군하여 고원의 별장에 머무르고 있던 칼라프를 포위하였다. 칼라프는 막대한 배상금을 지불하고 마흐무드의 이름을 자신이 발행하는 동전과 금요예배(쿠트바)에서 언급하는 등의 굴욕적인 조건으로 겨우 왕위를 유지할 수 있었다.

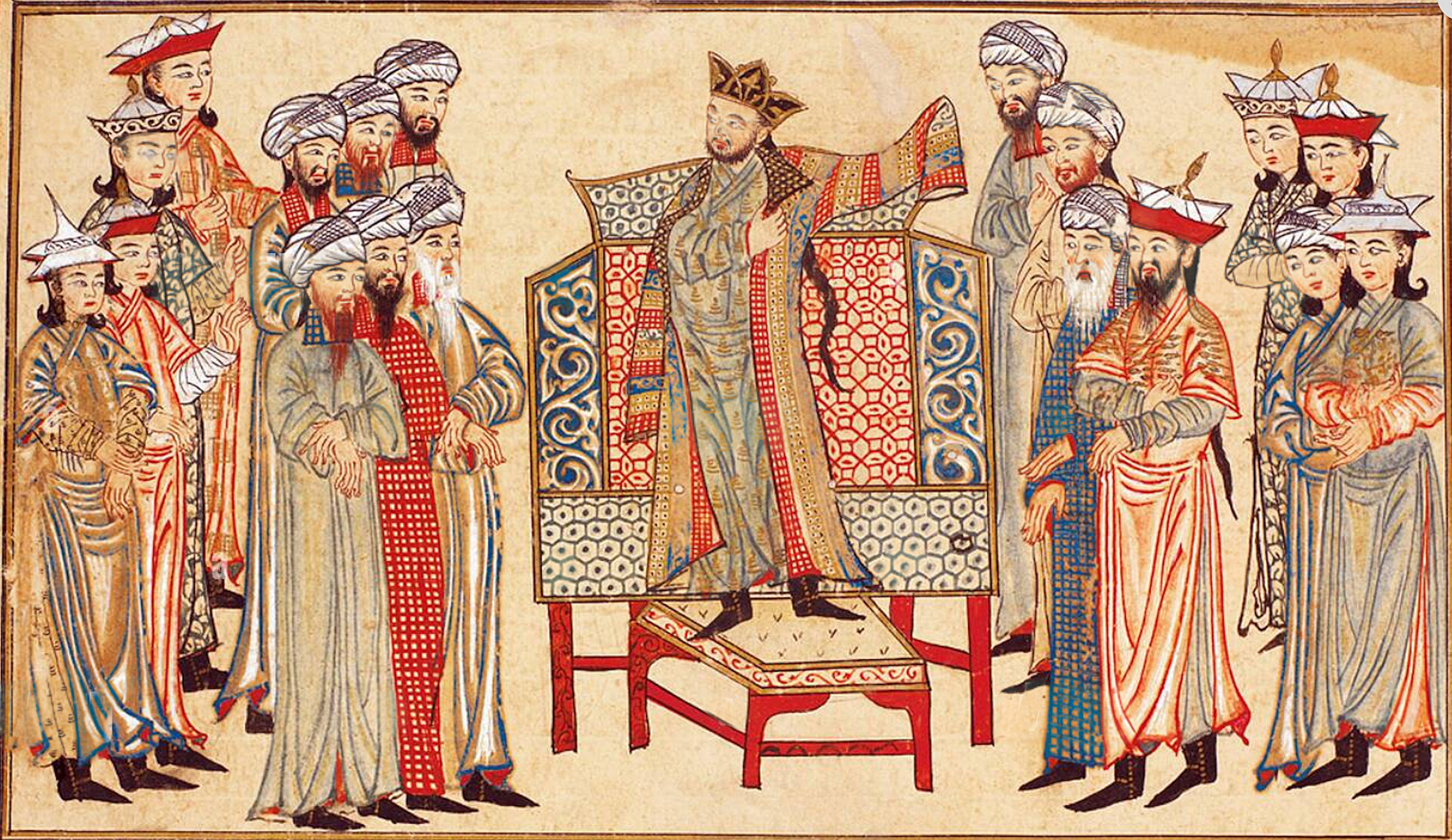
알 카디르가 하사한 '성스러운 예복(힐라)'를 입어보는 마흐무드. 라시드 앗 딘 하마다니의 저서『자미 알타와리크』에 그려져 있다. 1306-1314년 사이에 제작.

991년, 부와이흐 왕조는 아바스 칼리파 알 타이를 폐위시키고 그의 사촌 알 카디르를 즉위시켰다. 그러나 그를 부와이흐 통치자의 꼭두각시로 보았던 동부 이슬람 세계의 왕조들은 새로운 칼리파를 인정하지 않았는데, 심지어 (그를 칼리파로 만든) 부와이흐 왕조조차 그를 무시하고 전임 칼리파의 이름으로 동전을 계속 주조할 정도였다.
당연하게도, 사만 왕조와 그의 봉신이었던 사부크티긴 역시 알 타이의 정통성을 지지하면서 알 카디르에게 불복종 의사를 표현했다. 하지만 마흐무드는 태도를 바꾸어 알 카디르에게 복종을 선언하였고, 이에 칼리파는 그에게 술탄이라는 칭호와 함께 다양한 선물들을 하사했다. 술탄 칭호는 이전에 아바스 칼리파 알 무타미드(870-892)가 자신의 동생이자 실권자였던 알 무와파크에게 준 것이 처음이었으나, 칼리파 가문 이외의 인물에게 하사한 것은 처음이었다. 따라서 마흐무드를 역사상 첫 번째 술탄으로 칭하기도 한다.
알 카디르는 가즈나 왕조라는 강력한 세력을 자신의 대리인으로 임명함으로써, 그의 권위를 높이고 든든한 지원군을 얻을 수 있었다. 그리고 마흐무드는 당시 지배하고 있는 지역의 합법적인 통치자로 임명받고, 향후 정복하는 영토에 대한 합리적인 명분을 쉽게 얻을 수 있었기 때문에, 이 합의는 양 측 모두에게 만족스러운 것이었을지도 모른다.
그 뒤, 마흐무드는 1002년 재차 시스탄을 침공하여 사파르 토후국을 멸하고 이란 동부 지역을 제국의 영토에 편입시켰다. 재위 초반에 적대 세력들을 잇달아 제압하면서 제국의 북부~서부 국경을 안정화시킨 그의 관심은, 이제 남쪽의 인도로 향했다.

#### 인도 원정
부친 사부크티긴과 원정을 같이하면서 인도의 풍요로움과 그 부에 대해 익히 들어온 마흐무드였기에, 그는 언젠가 인도로 원정을 떠나야겠다는 생각을 가지고 있었다. 인도로 진입하기 위해서는 우선 아프가니스탄을 거쳐 펀자브로 들어가야 했는데, 이곳은 당시 힌두 샤히의 지배 하에 있었으므로 먼저 이를 해결해야 했다. 마흐무드는 힌두 샤히 공략을 위해 아프가니스탄의 보스트와 칸다하르 일대를 평정하고, 전자를 군사 기지화 하였다. 이 지역은 서쪽으로는 부와이흐 왕조를 견제할 수 있고 남동쪽으로는 펀자브 평야로 이어지는 전략적 요충지였기 때문에 인도로 진출하려는 가즈나 왕조에게는 필수불가결한 지역이었다.

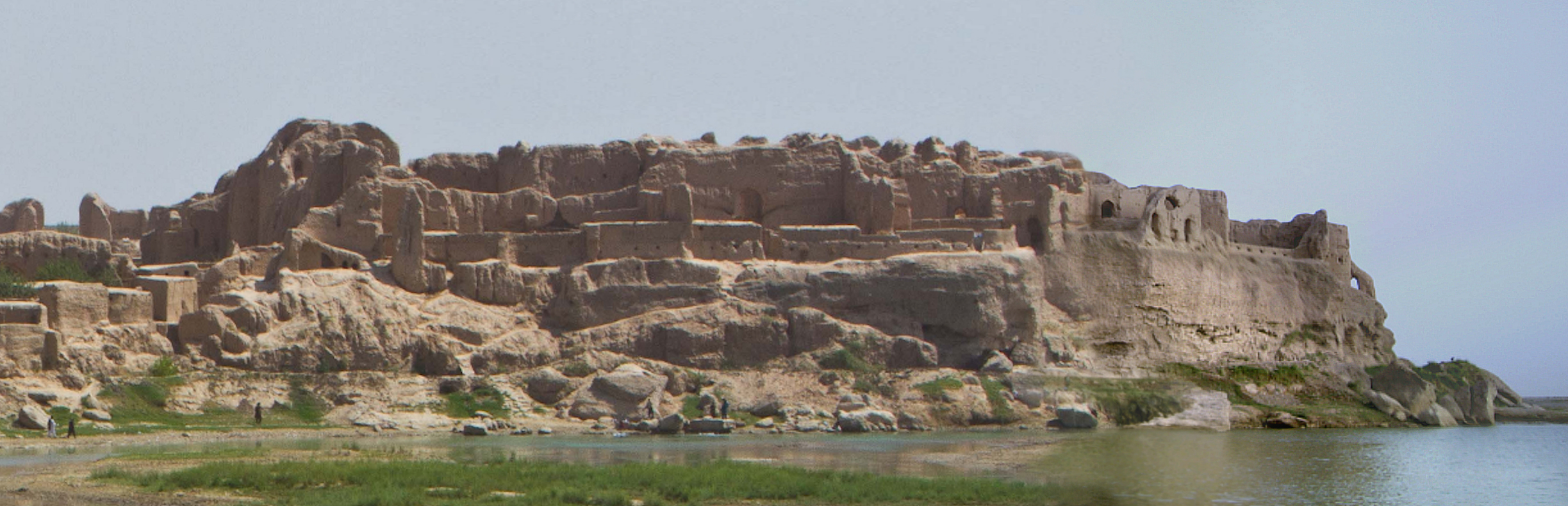
아프가니스탄 남부의 라슈카르가에 있는 가즈나 왕조의 요새. 998-1030년 사이 마흐무드에 의해 건설된 것이다.

그 뒤 1001년부터 인도 원정이 시작되어 1027년에 마무리되었는데, 이 기간 동안 수많은 힌두 유적들과 대도시들이 무자비하게 파괴되었으며 200만 명 이상의 인명이 대학살당한 것으로 추정된다. 특히 1026년에 이루어진 솜나트 원정 한 차례에서만 최소 5만 명의 인도인이 사망하고 사원 및 시가지가 모조리 철거되는 등 인적·물적 피해가 엄청났다.
다음은 사부크티긴-마흐무드 시기에 인도를 대상으로 한 가즈나 왕조의 군사 원정을 정리한 표이다.
| 사건                             | 가즈나 왕조 통치자 | 적대 세력                                                | 결과 |
| -------------------------------- | ------------------ | -------------------------------------------------------- | --- |
| 차르크 전투 (973)                | 사부크티긴         | 라위크 왕조와 힌두 샤히 - 아부 알리 라위크               | 가즈나 왕조의 승리 - 아부 알리 라위크는 전투 도중 전사함.                                                                                      |
| 제 1차 라그만 전투 (988)         | 사부크티긴         | 힌두 샤히 - 자야팔라                                     | 가즈나 왕조의 승리 - 자야팔라는 가즈나 왕조와 굴욕적인 평화 조약을 맺었음.                                                                     |
| 제 2차 라그만 전투 (991)         | 사부크티긴         | 힌두 샤히와 라지푸트족 - 자야팔라                        | 가즈나 왕조의 승리 - 힌두 샤히와 라지푸트족들은 황급히 퇴각해야 했음.                                                                          |
| 페샤와르 전투(1001)              | 마흐무드           | 힌두 샤히 - 자야팔라                                     | 가즈나 왕조의 승리 - 힌두 샤히 왕 자야팔라를 포로로 사로잡음.                                                                                  |
| 바티아(베라) 점령 (1004)         | 마흐무드           | 바티아 왕국 - 비지 라이                                  | 가즈나 왕조의 승리 - 비지 라이는 영웅적으로 저항한 뒤 자살하였음.                                                                              |
| 인더스 강변 전투 (1006)          | 마흐무드           | 힌두 샤히 - 아난다팔라                                   | 가즈나 왕조의 승리 - 아난다팔라는 카슈미르 지역으로 후퇴함.                                                                                    |
| 물탄 점령 (1006)                 | 마흐무드           | 물탄 토후국 - 파테흐 다우드                              | 가즈나 왕조의 승리 - 파테흐 다우드는 항복하고 마흐무드의 봉신이 되었음.                                                                        |
| 물탄 전투 (1007)                 | 마흐무드           | 힌두 샤히 - 수크하팔라                                   | 가즈나 왕조의 승리 - 수크하팔라가 포로로 사로잡힘.                                                                                             |
| 차흐 전투 (1009)                 | 마흐무드           | 힌두 샤히 - 아난다팔라                                   | 가즈나 왕조의 승리 - 펀자브 일대가 마흐무드에게 정복됨.                                                                                        |
| 나라얀푸르(라자스탄) 정복 (1009) | 마흐무드           | 나라얀푸르의 왕과 힌두 샤히 - 나라얀푸르 왕 - 아난다팔라 | 가즈나 왕조의 승리 - 라자스탄 일대가 마흐무드에게 정복됨.                                                                                      |
| 물탄 재복속 (1010)               | 마흐무드           | 물탄 토후국 - 파테흐 다우드                              | 가즈나 왕조의 승리 - 파테흐 다우드는 포로로 사로잡힘. - 반란은 실패로 돌아감.                                                                  |
| 데라 전투 (1012)                 | 마흐무드           | 데라 족장 - 라마                                         | 가즈나 왕조의 승리 - 마흐무드가 타네사르 인근까지 진군함.                                                                                      |
| 타네사르 전투 (1012)             | 마흐무드           | 토마라 왕조                                              | 가즈나 왕조의 승리 - 마흐무드는 타네사르를 약탈하고 막대한 전리품을 획득한 뒤 가즈니로 회군함. - 20만 명이 포로로 사로잡힘.                    |
| 난다나 공방전 (1016)             | 마흐무드           | 힌두 샤히 - 트릴로찬팔라                                 | 가즈나 왕조의 승리 - 마흐무드가 난다나 요새를 점령했음. - 트릴로찬팔라는 굴욕적인 조약을 맺어야 했음.                                          |
| 제 1차 카슈미르 침공 (1016)      | 마흐무드           | 힌두 샤히와 로하라 왕조 - 트릴로찬팔라 - 툰그            | 가즈나 왕조의 승리 - 가즈나 군대가 카슈미르 계곡을 휩쓸었음. - 트릴로찬팔라는 재차 굴욕적인 조약을 맺어야 했음.                                |
| 로흐콧 공방전                    | 마흐무드           | 로하라 왕조 - (불명)                                     | 로하라 왕조의 승리 - 마흐무드는 수많은 사상자를 낸 채로 퇴각해야 했음                                                                          |
| 불란드샤르 공방전 (1018)         | 마흐무드           | 불란드샤르 왕국 - 하르닷 왕                              | 가즈나 왕조의 승리 - 하르닷 왕은 요새에서 도망쳤음                                                                                             |
| 마하반 공방전 (1018)             | 마흐무드           | 마하반 왕국 - 쿨찬드                                     | 가즈나 왕조의 승리 - 쿨찬드가 스스로 목숨을 끊음..                                                                                             |
| 마투라 공격 (1018)               | 마흐무드           | 토마라 왕조                                              | 가즈나 왕조의 승리 - 마투라가 무자비하게 약탈당함 - 약 50,000명의 인도인들이 학살당했고, 이 지역에 있던 1,000개 가량의 힌두 사원이 파괴되었음. |
| 카나우지 침공 (1018)             | 마흐무드           | 구르자라-프라티하라 왕조(라지푸트계) - 라지야팔라        | 가즈나 왕조의 승리 - 라지야팔라는 급히 도망쳐야 했음. - 구르자라-프라티하라 통치자가 가즈나 왕조의 봉신으로 전락함.                            |
| 칸푸르 함락 (1018)               | 마흐무드           | 브라만들                                                 | 가즈나 왕조의 승리 - 칸푸르가 마흐무드의 손에 들어옴.                                                                                          |
| 아시 요새 공격 (1018)            | 마흐무드           | 찬드라팔라                                               | 가즈나 왕조의 승리 - 아시 요새가 성공적으로 점령됨. - 찬드라팔라는 산악지대로 도망감.                                                          |
| 시르사간즈 공격 (1019)           | 마흐무드           | 시르사간즈의 힌두 부족 - 찬드 라이                       | 가즈나 왕조의 승리 - 가즈나 군대에 의해 시르사간즈가 약탈당함. - 찬드 라이는 포로로 사로잡힘.                                                  |
| 라히브 강 전투 (1021)            | 마흐무드           | 힌두 샤히와 라지푸트족 - 트릴로찬팔라 - 비야드하라       | 가즈나 왕조의 승리 - 힌두 샤히와 라지푸트족이 급히 후퇴함. - 트릴로찬팔라가 전투 도중 사망함.                                                  |
| 괄리오르 공방전 (1021)           | 마흐무드           | 카차파가타 왕조 - 키르티하라                             | 가즈나 왕조의 승리 - 키르티하라가 항복함. - 카차파카타 통치자는 가즈나 왕조의 봉신이 되어야 했음.                                              |
| 칼린자르 공방전 (1021)           | 마흐무드           | 찬델라 왕조(라지푸트계) - 비디아다라                     | 평화 조약 체결. - 비디아다라는 마흐무드에게 귀중한 보물들을 바치고 평화 조약을 맺었음..                                                        |
| 로흐콧 공방전(1021)              | 마흐무드           | 로하라 왕조                                              | 로하라 왕조의 승리 - 마흐무드는 폭설로 인해 후퇴해야 했음.                                                                                     |
| 솜나트 원정 (1026)               | 마흐무드           | 라지푸트족                                               | 가즈나 왕조의 승리 - 솜나트에 있던 사원이 약탈당함. - 50,000명의 라지푸트족이 학살당함.                                                        |
| 인더스 강변 전투 (1027)          | 마흐무드           | 자트족                                                   | 가즈나 왕조의 승리 |

마흐무드의 공격이 인도 아대륙 북부를 가로질러 갠지스 강 유역까지 도달하기는 했지만, 그의 목적은 영구적인 영토 정복이 아닌 부유한 힌두 국가들을 약탈하는 것이었으므로, 펀자브와 신드 일부만이 가즈나 왕조의 통치권 하에 들어왔으며, 나머지 카슈미르, 라자스탄, 구자라트 등은 여전히 토착 힌두계 왕조가 지배했다.
그럼에도 그의 치세가 끝날 무렵, 가즈나 왕조는 이란의 레이에서부터 북동쪽의 사마르칸트, 그리고 카스피해에서 야무나 강까지 이르는 광대한 영토를 점유한 대제국이 되었다. 어느 누가 보나 마흐무드의 통치 시기는 왕조의 황금기이자 절정기였다.

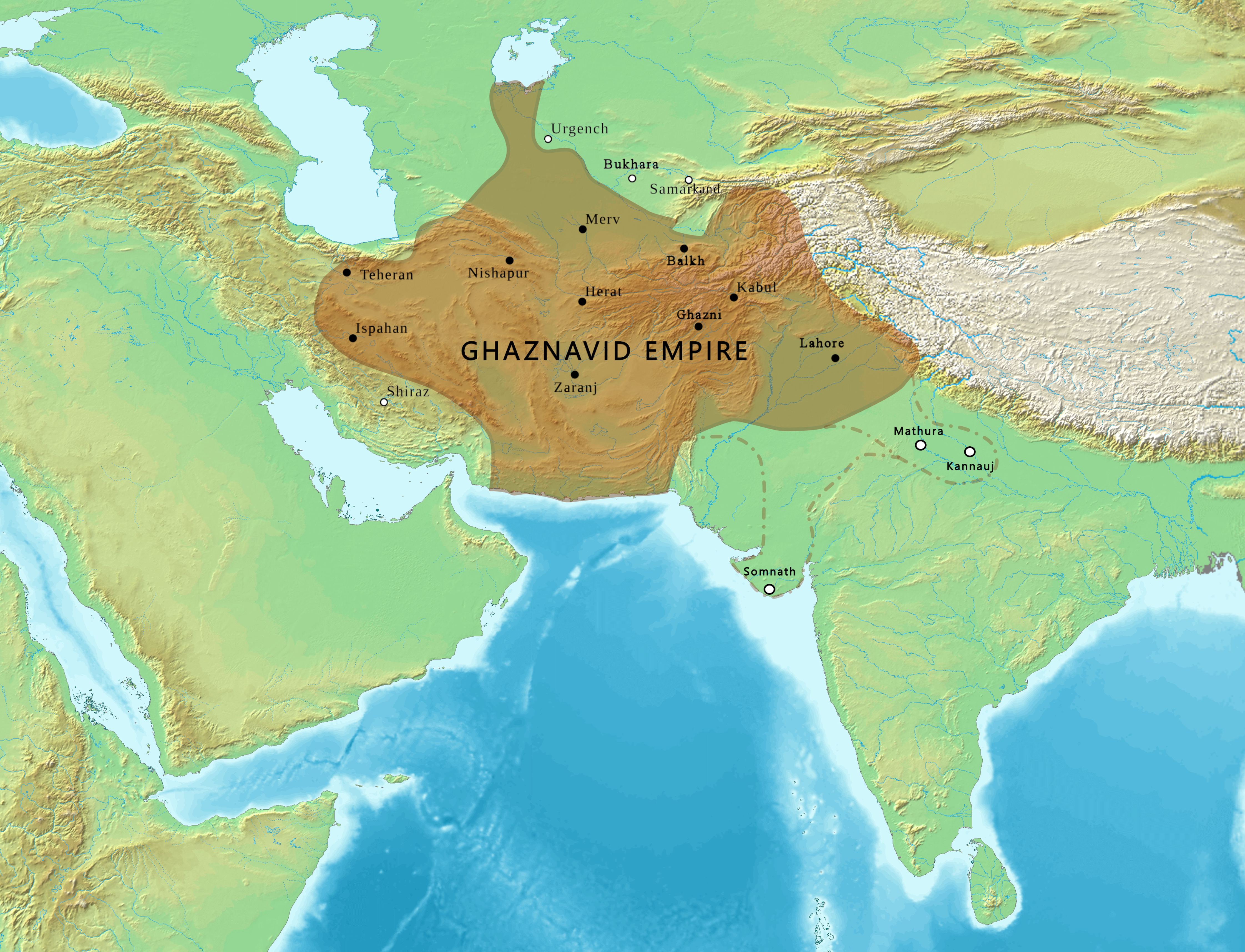
1027년 인도 원정이 마무리될 무렵 가즈니 왕조의 최대 영역

한편 마흐무드는 문학 분야에도 관심을 기울여 막대한 후원을 퍼부었는데, 이는 피르다우시 및 알 비루니와 같은 예술가들이 훌륭한 작품을 집필하는 데 일조하기도 했다. 아볼 파즐 베이하키와 같은 동시대의 역사학자들은, 제국의 수도 가즈니의 장엄함과 마흐무드의 '빛나는' 후원에 대해 기록했다.
11세기 호라즘의 학자 알 비루니는 마흐무드에 대해 다음과 같이 평가했다.
마흐무드는 세계의 사자, 당대의 절대자였다. 

마흐무드는 여러 나라의 번영을 철저히 파괴했고, 인도에서도 어마어마한 위엄을 성취하여 힌두교도들이 먼지 티끌과 원자처럼 사방으로 흩어지게 만들었다. 당연히 흩어진 이들은 무슬림을 향해 뿌리 깊은 증오감을 가지게 되었다. 

불과 칼, 대혼란과 파괴만이 그가 가는 곳을 표시했다. 북방의 정원으로 불리던 간다라는 그에 의해 기묘하고 황량한 낭비만이 남겨졌을 뿐이었다. 광활한 들판과 비옥한 땅, 물을 공급하던 운하 등 모든 것이 사라졌다. 귀중하고 존경받던 기념물, 조각상, 도시, 수도원들은 약탈당하고, 불타고, 박살나는 것을 넘어 완전히 파괴되었다.— 1030년에 작성된 알 비루니의 기록 중 일부

### 쇠퇴

#### 셀주크 제국의 부상 및 왕위 계승 분쟁

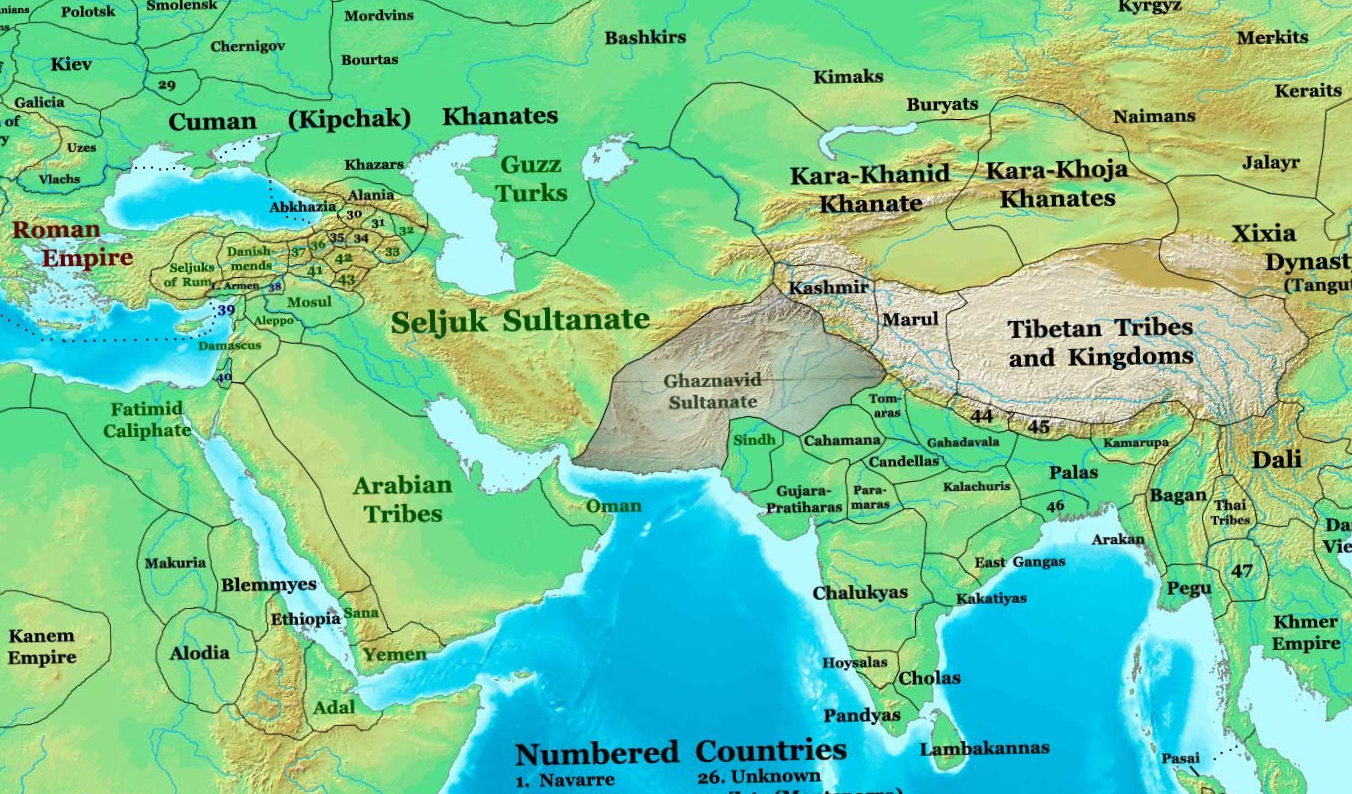
1040년 단다나칸 전투 이후 축소된 가즈나 왕조의 영역. 10년 전과 비교하면 매우 초라하다.

무함마드가 1030년에 사망할 무렵, 그는 온화한 성정을 가진 아들 무함마드를 후계자로 지목했다. 그러나 얼마 지나지 않아 그의 형 마수드가 반란을 일으켜 왕위를 찬탈했다. 마수드는 재위 초반에 준수한 통치를 이어갔지만, 1040년 단다나칸 전투에서 셀주크 군대에게 처참히 패배했다. 이제 가즈나 왕조는 이란 중부와 호라산 등 서부 영토를 모조리 상실해버렸다.
패배의 책임을 군인들에게 돌린 마수드는 곧 군부의 반란에 직면했고, 얼마 지나지 않아 복위한 그의 동생 무함마드에게 처형당했다. 그러나 발흐 총독으로 부임중이었던 마수드의 아들 마우두드가 군대를 이끌고 거병, 무함마드를 격파하고 역시 처형한 뒤 술탄으로 즉위했다. 그러나 마흐무드가 건설한 대제국은 이미 붕괴하고 있었고, 대부분의 신하들은 그에게 완전히 복종하지 않았다. 이후 9년 동안 4명의 왕이 갈아치워졌다.

#### 가즈니의 이브라힘
1058년, 마수드의 아들들 중 한명이었던 이브라힘이 술탄으로 즉위했다. 이브라힘은 셀주크 제국과 평화 협정을 맺고, 페르시아 지역과 문화적·정치적인 교류를 다시 연결함으로써 무너져가던 제국을 더욱 공고히 재건했다. 한편 그는 매년 손수『쿠란』을 필사하여 아바스 칼리파에게 보냈다고 한다.
이브라힘 치하에서 가즈나 왕조는 일시적인 부흥기를 구가했다. 비록 비옥한 토지에서 생산되는 풍부한 농산물과 실크로드 무역로로부터 창출되는 부, 그리고 전문적인 공예품 생산으로 제국의 세입 대부분을 담당하던 핵심 지역 호라산을 상실하기는 했지만, 이것은 북인도의 부유한 힌두 왕국들을 약탈하여 축적된 부로 대체될 수 있었다. 그는 1098년까지 약 40년간 제국을 통치했다.

#### 바흐람 샤

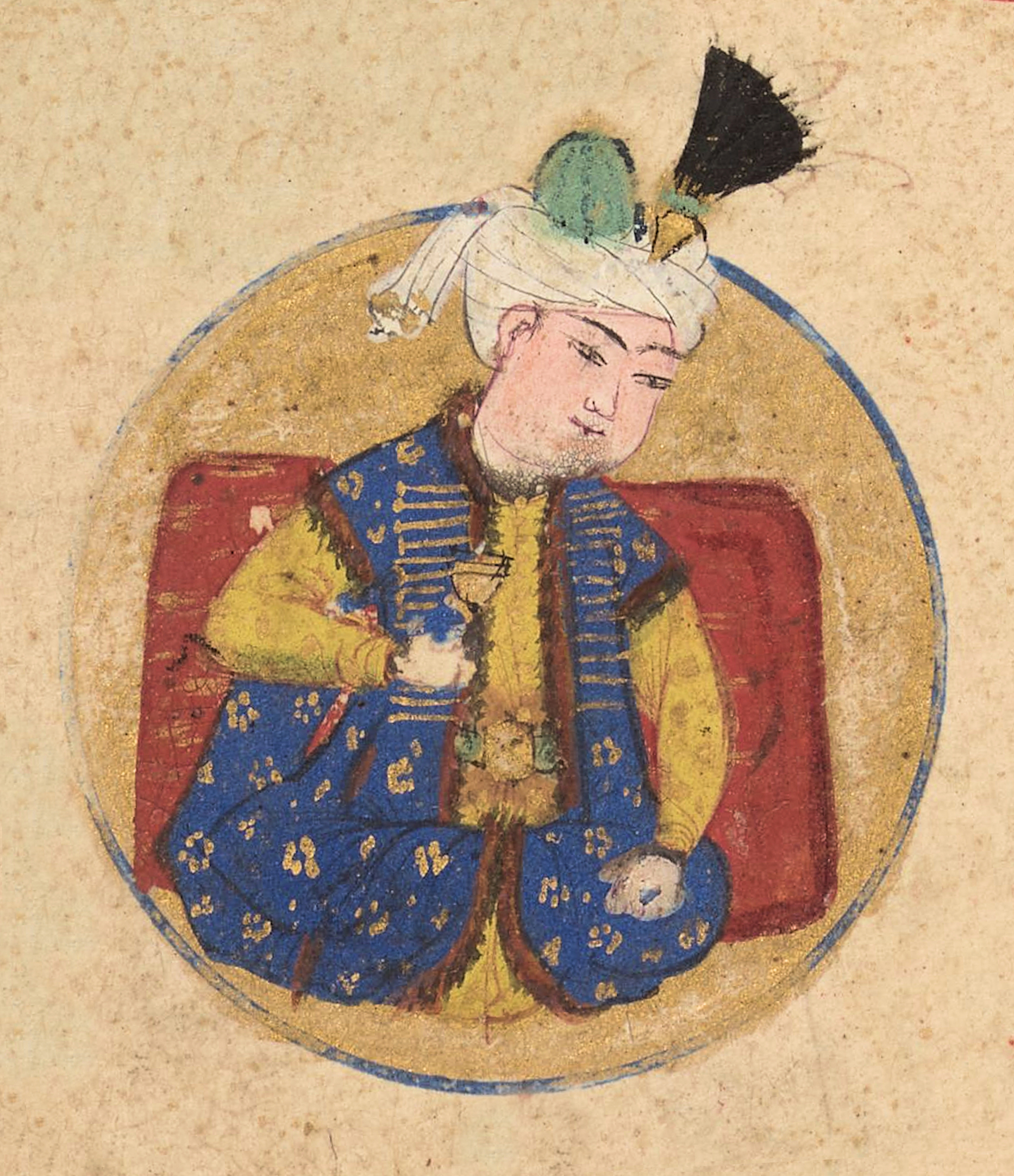
1578년에 그려진 바흐람 샤의 초상화.

바흐람 샤는 제국의 첫 수도이자 주요 도시인 가즈니를 통치한 가즈나 왕조의 마지막 술탄이었다. 1148년, 그는 구르 통치자 사이프 앗 딘 수리에게 패배했지만, 그 다음 해에 다시 돌아와 복수를 했다. 그러나 1151년, 또 다른 구르 통치자 알라 앗 딘 후세인이 친족의 복수를 내세워 재차 공격했고, 전투에서 바흐람 샤를 패배시킨 뒤 가즈니를 점령했다. 알라 앗 딘 후세인은 그 후 7일 동안 도시를 불태웠고, 덕분에 그는 '세계를 불태운 자(Jahānsūz)'라는 별명을 얻게 되었다.
가즈나 왕조는 이 사건 이후부터 점차 제국의 영토를 잠식해나가는 구르 왕조와의 싸움을 계속해야만 했는데, 이것은 가즈나 왕조의 멸망이 얼마 남지 않았다는 것을 의미했다. 한편 수도 가즈니는 바흐람 샤를 도우러 온 셀주크 군대에 의해 다시 가즈나 왕조의 손에 들어갔지만, 얼마 지나지 않아 자불리스탄 일대와 함께 오구즈 튀르크족에게 빼앗겼고, 최종적으로는 1170년경 구르 왕조에게 완전히 넘어갔다.

### 멸망
수도 가즈니를 구르 왕조에게 넘겨준 '가즈나' 왕조는 1163년 제국의 제 2의 도시였던 펀자브의 라호르로 천도했다. 이후 그들은 힌두 세력들을 공격하여 북인도에서 제국을 재건하려 했으나, 약화된 국력으로는 제한된 성과만을 얻을 수 있었다. 그 뒤 가즈나 왕조는 1186년까지 연명하다가, 구르 왕조의 술탄 무이즈 웃 딘 무함마드에 의해 멸망했다. 마지막 가즈나 술탄인 쿠스라우 말리크는 감금되었다가 1191년 약식 처형되었고, 그의 죽음과 함께 가즈나 왕조의 혈통은 모두 끊기고 말았다.

## 군대

### 인종
가즈나 왕조의 영토가 페르시아, 아프가니스탄, 중앙아시아 및 북인도에 걸쳐져 있었기 때문에, 그 군대의 인종적 구성 역시 다양했다.
- 힌두인: 힌두인들은 여러 가지 측면에서 가즈나 왕조에게 선호되었는데, 특히 (이슬람 입장에서는) 그들은 이교도였기 때문에 노예로 사로잡아 병사로 훈련하기도 좋았고, 또 신체적인 능력도 좋았으므로 어려운 임무에 투입하기에 제격이었다. 시스탄의 역사학자는 가즈나 왕조의 힌두 군대에 의해 (아이러니하게도) 무슬림과 기독교인들이 학살된 것을 씁쓸하게 기록했다.
- 다일람인: 다일람인은 카스피해 남부에 거주하는 민족으로, 사산 제국 시기부터 그 능력을 인정받아 병사로 사용되기 시작했다. 이후 AD 7세기 이슬람이 팽창할 무렵, 그들은 이슬람에 맞서 몇 세기 동안 타바리스탄과 길란 일대에서 끈질기게 저항하면서 그 능력을 입증받았다. 이슬람으로 개종한 이후 다일람인들은 이집트의 파티마 왕조, 이라크의 아바스 왕조, 이란의 부와이흐 왕조 등에서 용병으로 복무하면서 그 명성을 이슬람 세계에 널리 알렸는데, 특이하게도 그들은 기병이 아니라 정예 보병으로 유명했다. 가즈나 왕조 역시 다일람인들을 보병으로 활용했는데, 이들은 마흐무드가 적대적인 튀르크계 세력을 물리칠 때 도움을 줌으로써  그의 신임을 얻었다. 그 뒤 다일람인들은 가즈나 왕조가 멸망할 때까지 왕실 근위대나 호위 병사 등으로 채택되었다.
- 아랍인과 쿠르드족: 이들은 주로 가즈나 군대의 지휘관을 맡아 호라산 일대 및 자그로스 산맥 지역의 방비를 담당했다. 그러나 일부 아랍 군대는 기병대로 크게 활약하여 '악마의 기수'라고 불리기도 했다.
- 튀르크인: 전통적으로 유목민이었던 튀르크인들의 무력은 수많은 이슬람 왕조로부터 인정을 받았는데, 이는 가즈나 왕조 역시 예외는 아니었다. 그들은 튀르크계 유목민 출신으로서 어떻게 기병을 훈련시켜야 하는지 매우 잘 알고 있었던 데다가, 동부 이슬람 세계의 주요 말 사육지인 칸다하르 일대와 키르기스스탄의 고원 지대를 보유하고 있어 기병 육성에 대단히 유리했다. 따라서 수많은 튀르크 기병대가 육성되었고, 이들은 왕조 설립 초기부터 멸망 시기까지 쭉 군대의 핵심 병종이자 주력 군대로 사용되었다.

### 무기와 방어구
- 가즈나 군대 중에서도 보병의 무기는 활, 창, 칼과 같은 이란의 전통적인 무기였는데, 이는 기병들도 예외가 아니어서, 그들은 전투 도끼, 메이스, 곡도 등 전통 무기들을 고수했다. 한편 카불 및 구르 지역은 거대한 철광산과 우수한 품질의 강철 갑옷을 생산하는 것으로 널리 알려져 있었다.

### 병력 수
- 군사력의 총합, 군대의 효율성, 군대의 전투력, 뛰어난 무기가 전쟁의 승패를 갈랐지만, 그 중에서도 가장 중요한 것은 병사의 수였다. 즉 병사 수가 많을 수록 승리할 가능성이 올라갔다는 것이다. 하지만 가즈나 왕조 중앙 정부는 전통적인 군사 시스템에 의존했다. 사부크티긴 시대의 병력 수는 확실하게 알려져 있지 않지만, 마흐무드 시기에는 약 10만 명의 보병과 기병이 있었다고 한다.

전쟁의 중요도에 따라 동원되는 병사의 숫자는 크게 달라졌다. 1035년, 술탄 마수드는 순식간에 2만 명 가량의 군대를 모집했고, 1038년에는 약 4만 명의 기병과 보병이 준비를 마쳤다고 기록되어 있다.[22]

이외에도 가즈나 왕조는 그들의 군대에 대한 다양한 시도를 했다. 대표적으로 11~12세기 동안, 그들은 힌두스탄 평원에 대한 접근성 덕분에 전투 코끼리를 도입한 최초의 이슬람 군대가 되었다. 한편 그들은 호라산과 발루치스탄 북부에서 낙타를 사육하여 낙타 기병대를 편성하기도 했는데, 1040년 단다나칸 전투에서 이용되었다는 기록이 남아있다.

## 문화

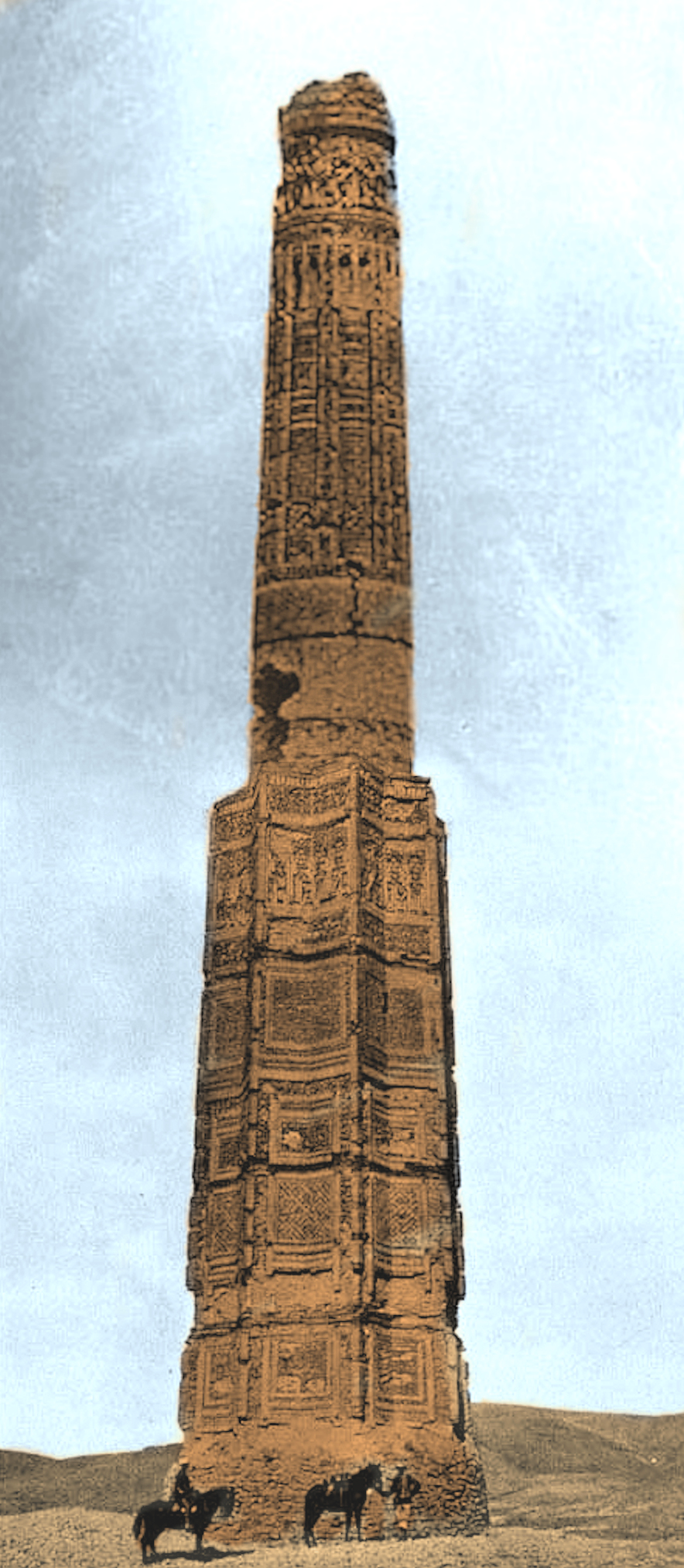
가즈니에 있는 마수드 3세의 미나렛의 높이는 최소 44m에 달했으나, 1902년 지진으로 인해 상단 절반이 무너졌다. 이 웅장하고 화려한 건축물은 1099-1115년 사이에 지어졌으며, 아마도 마수드 3세의 궁전 옆에 위치해 있었을 것이다

비록 가즈나 왕조는 중앙아시아의 튀르크계 유목민으로부터 기원했지만, 여러 방면(언어, 문화, 문학, 습관)에서 철저하게 페르시아화되었고 '페르시아 왕조'로 여겨졌다.
클리포드 에드먼드 보즈워스(Clifford Edmund Bosworth)에 따르면:
가즈나 술탄들은 민족적으로 튀르크인이었지만, 아랍어나 페르시아어로 된 그들의 사료들은 우리가 튀르크인들의 관습과 사고방식의 지속성을 추정할 수 있게 해주지 않는다. 하지만 가즈나 왕조의 군사적 지원의 근간이 항상 그들의 튀르크 군인이라는 사실을 고려할 때, 그들의 군대의 필요와 열망에 항상 맞춰줄 필요가 있었을 것이고, 또한 가즈나 왕조 초기에 일부 튀르크 문학이 지속되었다는 징후가 있었다.(Köprülüzade, pp. 56–57) 그러나 다른 사료들은 술탄들의 정치적인 권력 행사와 그것을 형성한 행정 기구가, 매우 신속하게 국가 기술과 군주 통치라는 페르시아-이슬람 전통을 받아들였다는 것을 분명히 하고 있었다. 통치자는 신의 호의에 의해 지지를 얻고, 무역상과 장인, 농민들을 지배했으며, 무엇보다도 세금을 납부하는 데에 있어서 많은 이들의 복종을 받았다. 국가의 일상적인 운영을 지시하거나 술탄들의 생활 방식을 뒷받침하고, 군대에 재정을 지원하기 위해 수입을 증대시키는 관료 기구들의 인사들이 사만 왕조의 행정적인 전통을 이어온 페르시아인이라는 사실은 세속 권력에 대한 이러한 개념을 강화할 뿐이었다.

국가 정치 기구의 페르시아화는 필연적으로 가즈나 궁정 문화의 페르시아화를 동반했다...(중략) 문학적 창의력의 수준은 이브라힘과 그의 후계자인 바흐람 샤에 이르기까지, 아불 파라즈 루니(Abu’l-Faraj Rūnī)와 사나이(Sanāī), 오스만 모크타리(Oṯmān Moḵtārī), 마수드 에 사이데 살만(Masʿūd-e Saʿd-e Salmān), 그리고 사이이드 하산 가즈나비(Sayyed Ḥasan Ḡaznavī)와 같은 시인들과 함께 드높혀졌다. 우리는 그들의 전기(taḏkera-ye šoʿarā)를 통해 쿠스라우 말리크의 라호르 궁정에 수많은 훌륭한 시인들이 있었다는 것을 알았는데, 그곳의 관료들은 불행하게도 살아남지 못했고, 그것은 아불 마왈리 나스르 알라(Abu’l-Maʿālī Naṣr-Allāh)라고 이름붙여진 우아한 페르시아 산문으로 번역되기도 했다. 따라서 가즈나 왕조는 셀주크 제국이나 카라한 칸국과 같은, 그들과 마찬가지로 튀르크계에 기원을 두었던 다른 동시대의 왕조들보다 문화적으로 특히 페르시아화된, 튀르크계 노예 병사인 맘루크에게서 기원한 왕조의 고유한 현상을 보여준다.

페르시아의 문학 문화는 11세기 내내 가즈나 왕조 치하에서 부흥기를 누렸다. 가즈나 궁정은 페르시아 문학에 대한 전폭적인 후원으로 매우 유명했기 때문에, 시스탄에서 일하던 시인 파루키 시스타니는 페르시아 문학을 위해 가즈니로 여행을 떠났다. 한편 운수리라는 시인은 짧은 산문시를 집필하여 마흐무드에게 바쳤으며, 가즈나 궁정의 또 다른 사인 마누체리는 와인을 마시는 것의 장점에 대한 수많은 시를 쓰기도 했다.

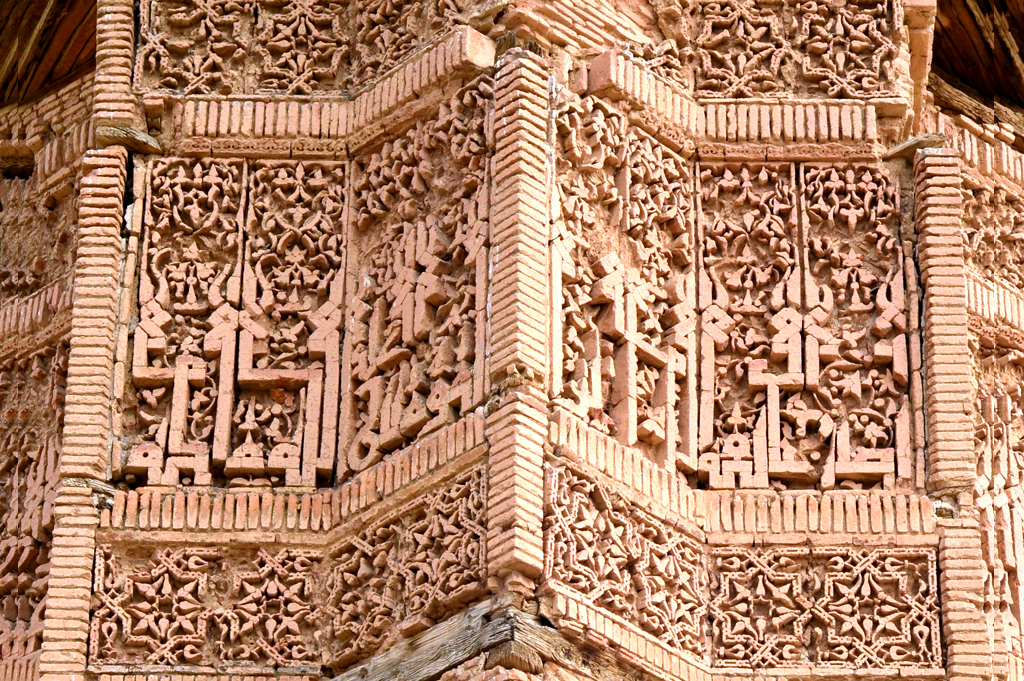
마수드 3세의 가즈니 미나렛 표면에 새겨진 복잡한 문양의 장식. 한 눈에 봐도 대단히 정교하고 화려한 것이 보인다.

마흐무드는 사만 왕조의 부하라를 모델로 삼아, 수도 가즈니를 당대 문화·학문의 중심지로 탈바꿈시켰으며, 수많은 학자 및 문예가들을 도시로 초청했다. 대표적으로는『샤나메』의 저자인 파르다우시와, 호라즘의 대학자 알 비루니 등이 있었다. 한편 그는 이븐 시나 역시 초청하려고 시도했지만 거절당했다.
마흐무드는 400여 명에 달하는 페르시아어 어용 시인들을 고용했는데, 이들이 자신의 명성과 업적을 찬양하는 시 등을 짓게 하는 것을 선호했다. 그는 레이와 이스파한에 있던 도서관을 통째로 가즈니로 옮겼으며, 심지어는 호라즘의 궁정에서 학문을 배우던 사람들이 자신이 통치하는 영역으로 오도록 유도했다. 그의 이란 침공으로 인해 아제르바이잔과 이라크 지역에서 페르시아어 문학 제작이 시작되었다.

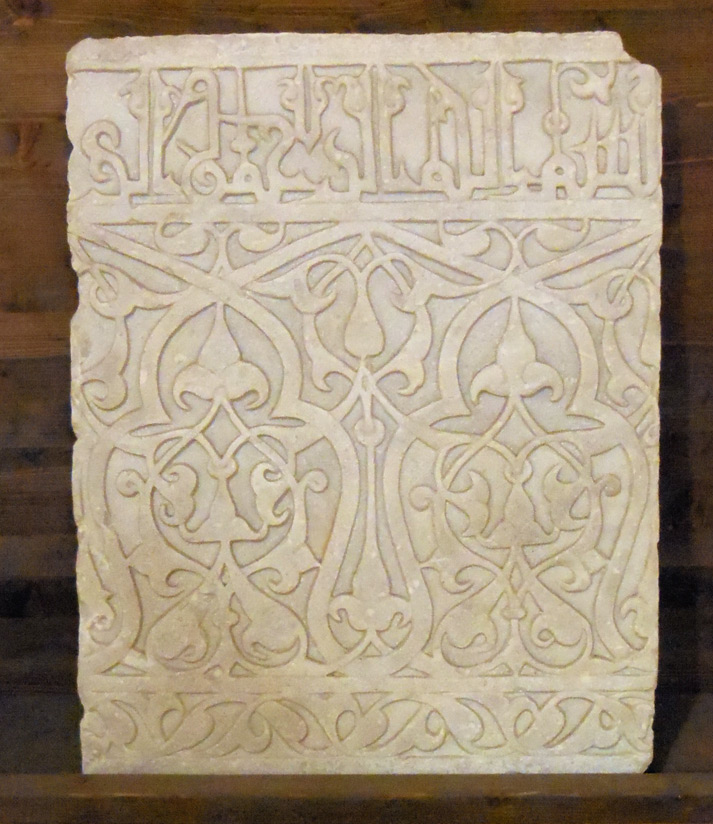
마수드 3세의 궁전 유적에서 발견된 대리석 벽돌 조각

가즈나 왕조는 이전의 사만 왕조에 의해 시작된 페르시아어 역사서 편찬 사업을 이어갔다. 11세기 후반에 집필된 역사학자 아볼 파즐 베이하키의 역사서『타리크 에 베이하키』가 대표적인 예이다.
가즈나 왕조의 지배층과 군부는 대체로 튀르크인이었지만, 시조 사부크티긴과 전성기를 이끈 마흐무드가 사만 왕조의 봉신으로 활동하는 과정에서 그들의 페르시아 문화를 받아들였기 때문에, 왕조는 완전히 페르시아화되었다. 그러므로 가즈나 왕조의 이란 통치는 실제로 타 민족에 대한 지배기 중 하나가 아니라 단지 통치자만 바뀌었을 뿐이었던 것일지도 모른다. 단적인 예로, 가즈나 왕조의 적수였던 부와이흐 왕조는 근거지를 이란에 두고 있었음에도 불구하고 페르시아어보다 아랍어를 더 선호하였다.
보스워스는 "사실 페르시아의 행정적·문화적 방식의 채택으로 가즈나인들은 원래 스텝 지대의 튀르크계 출신이라는 배경을 벗어 던지고 페르시아-이슬람 전통과 대부분 동화되었다."라고 설명한다.
술탄 마흐무드의 인도 침공 과정에서 펀자브 일대에 페르시아 문화가 정착되었는데, 이것은 훗날 유명한 시인 마수드 사드 살만을 배출하는 업적을 이루었다. 11세기에 가즈나 왕조 통치 하에 있던 라호르는 호라산, 인도, 중앙아시아, 페르시아의 학자들을 끌어들였으며, 곧 그 지역에서 주요한 페르시아 문화 중심지로 거듭났다. 가즈나 왕조가 발행하는 주화가 아랍어와 데바나가리 문자로 구성된 이중 언어 스타일을 갖기 시작한 것도 마흐무드 시기 부터이다. 다만 후대의 가즈나 통치자들은 페르시아 국가의 제도와 관습을 인도 문화와 정치적으로 구별시키는 정책을 실시하였다.
가즈니와 아프가니스탄 동부에서 가즈나 왕조가 쌓아 올린 페르시아 문화는 12세기의 구르 침공에서도 살아남아서 계속 유지되었으며, 13세기 무렵 몽골이 이 지역을 황폐화시킬 때까지 그 명맥을 이어갔다.

## 유산
절정기의 가즈나 왕조는 오늘날의 이란, 투르크메니스탄, 우즈베키스탄의 대부분, 아프가니스탄과 파키스탄 전역, 그리고 인도 북서부를 지배하였다. 가즈나 통치자들, 특히 마흐무드는 일반적으로 이슬람을 인도 아대륙으로 전파한 첫번째 군주로 알려져 있다.
인도 도시들을 약탈하고 힌두 왕들의 공물로 충당된 부 이외에도, 가즈나 왕조는 중국과 지중해 사이의 무역로에서 중개자 역할을 자처함으로써 막대한 이익을 얻었다.
그러나 그들은 오랫동안 패권을 유지할 수 없었고, 1040년에 셀주크 제국에게 패배하면서 페르시아 영토를 상실했다. 1세기 후, 구르족은 잔존해 있던 가즈나 왕조의 남은 영토를 전부 정복했다.
가즈나 왕조의 정복은 튀르크-아프간 시대의 개막을 알렸으며, 이를 성공적으로 인도에 정착시켰다. 이것은 훗날 구르 왕조에게 계승되었으며, 시간이 조금 더 지난 뒤에는 델리 술탄국으로 이어졌다.

## 통치자 목록
| 순서                           | 지도자 칭호(s)                                                                                       | 지도자 이름            | 통치 시기       | 사건                                                                                              |
| ------------------------------ | --- | ---------------------- | --------------- | ------------------------------------------------------------------------------------------------- |
| 1                              | 나시르 웃 딘 نصر الدين (신앙의 수호자)                                                               | 사부크티긴 ابومنصور    | 977-997         | 왕조의 개창자                                                                                     |
| 2                              | (칭호 없음)                                                                                          | 이스마일 ابومنصور      | 997-998         |                                                                                                   |
| 3                              | 야민 앗 다울라 یمین‌ الدوله (국가의 오른팔) 왈리 아미르 알 무미닌 وَلِيّ أَمِيْر ٱلْمُؤْمِنِيْن (칼리파의 수호자) | 마흐무드 محمود         | 998-1030        | 왕조의 전성기                                                                                     |
| -                              | 잘랄 앗 다울라 جلال الدولة (왕조의 권능)                                                             | 무함마드 محمد          | 1030 (1차 재위) |                                                                                                   |
| 4                              | 쉬하브 앗 딘 다울라 شھاب الدولہ (국가의 별)                                                          | 마수드 1세 مسعود       | 1030-1041       | 단다나칸 전투에서 패배함. 왕조의 쇠퇴 시작.                                                       |
| 5                              | 잘랄 앗 다울라 جلال الدولة (국가의 권능)                                                             | 무함마드 محمد          | 1041 (2차 재위) | 마수드 1세를 처형하고 복위함.                                                                     |
| 6                              | 쉬하브 앗 딘 다울라 شھاب الدولہ (국가의 별)                                                          | 마우두드 مودود         | 1041-1048       | 무함마드를 처형하고 즉위함.                                                                       |
| 7                              | (칭호 불명)                                                                                          | 마수드 2세 مسعود       | 1048            |                                                                                                   |
| 8                              | 바하 앗 다울라 بهاء الدولة (국가의 찬란함)                                                           | 알리 علی               | 1048-1049       |                                                                                                   |
| 9                              | 이즈 앗 다울라 عز الدين (국가의 영광)                                                                | 압드 알 라시드         | 1049-1052       |                                                                                                   |
| 10                             | 키왐 앗 다울라 قوام الدولہ (국가의 지원자)                                                           | 토그룰                 | 1052-1053       | 압드 알 라시드를 비롯한 11명의 가즈나 왕족들을 학살한 후 왕위를 찬탈함.                           |
| 11                             | 자말 앗 다울라 جمال الدولہ (국가의 아름다움)                                                         | 파루크 자드            | 1053-1059       |                                                                                                   |
| 12                             | 자히르 앗 다울라 ظھیر الدولہ (국가의 도움)                                                           | 이브라힘 إبراهيم       | 1059-1099       | 왕조의 일시적인 부흥기.                                                                           |
| 13                             | 알라 앗 다울라 علاء الدولہ (국가의 고결함)                                                           | 마수드 3세 مسعود       | 1099-1115       |                                                                                                   |
| 14                             | 카말 앗 다울라 کمال الدولہ (국가의 완벽함)                                                           | 쉬르자드 شیرزاد        | 1115-1116       | 동생 아르슬란에게 살해당함.                                                                       |
| 15                             | 술탄 압달라 سلطان الدولہ (술탄 압달라)                                                               | 아르슬란 샤 أرسلان شاه | 1116-1117       | 형의 왕위를 찬탈한 뒤 즉위했지만, 셀주크 술탄 아흐마드 산자르의 지원을 받은 바흐람 샤에게 패배함. |
| 16                             | 야민 앗 다울라 یمین الدولہ (국가의 오른팔)                                                           | 바흐람 샤 بهرام شاه    | 1117-1157       | 1151년 알라 앗 딘 후세인에게 패배하고 수도 가즈니를 빼앗김.                                       |
| 17                             | 무이즈 앗 다울라 معزالدولہ (국가의 명예)                                                             | 쿠스라우 샤            | 1157-1160       | 아프가니스탄을 구르 왕조가 완전히 장악함에 따라 왕조의 존속이 위태로워짐.                         |
| 18                             | 타즈 앗 다울라 تاج الدولہ (국가의 왕관)                                                              | 쿠스라우 말리크        | 1160-1186       | 라호르에서 완강히 저항했으나, 결국 1186년 무이즈 앗 딘 무함마드에게 패배함.                       |
| 1186년 이후 구르 왕조로 대체됨 | |                        |                 |                                                                                                   |

## 같이 보기
- 아프가니스탄의 역사
- 파키스탄의 역사

## 참고 자료
- 이 문서에는 다음커뮤니케이션(현 카카오)에서 GFDL 또는 CC-SA 라이선스로 배포한 글로벌 세계대백과사전의 내용을 기초로 작성된 글이 포함되어 있습니다.